# Étienne-Jean Lejourdan
Étienne-Jean Lejourdan, né à Marseille le 30 mars 1756 et mort dans la même ville le 20 décembre 1832, est un homme de loi et homme politique français, sous la Révolution et le Premier Empire.

## Biographie
Étienne-Jean Lejourdan est le fils de Jean-Maximin Lejourdan, procureur en la sénéchaussée, et de Marguerite Constant. Après de brillantes études au collège de l'Oratoire, il est reçu avocat au Parlement de Provence le 27 avril 1775, puis avocat et conseiller du roi au siège de l'amirauté de Marseille le 3 mars 1786. Pourvu le 26 septembre 1788 d'un office héréditaire de conseiller au même tribunal, il en exerce les fonctions jusqu'à la suppression des charges judiciaires le 9 août 1791.
Le 28 janvier 1790 il est nommé procureur de la commune ; à ce titre il fait exécuter le décret de l'Assemblée nationale qui ordonne de surseoir à la démolition du fort Saint-Nicolas qui avait été commencée. Il use également de son autorité pour éviter au colonel marquis d'Ambert d'être massacré. Il arrive à convaincre Robespierre le jeune d'empêcher la démolition de l'hôtel de ville de Marseille. Après la prise de Toulon le 20 décembre 1793 il refuse de faire partie du tribunal révolutionnaire. Il est nommé ensuite au Conseil des anciens puis entre au Tribunat en l'an VIII. Revenu à Marseille en l'an XI il exerce les fonctions de magistrat de sûreté jusqu'en 1812, époque à laquelle il reprend sa profession de jurisconsulte. Pauvre et délaissé il meurt presque inconnu le 20 décembre 1832.
Étienne-Jean Lejourdan était par ailleurs un bibliophile passionné. Sa bibliothèque de 10 000 volumes environ fut dispersée après son décès.